# 100 meter häck för damer i friidrott vid olympiska sommarspelen 1972
100 meter häck för damer vid olympiska sommarspelen 1972 i München avgjordes 9-10 september. 

## Medaljörer
| Gren           | Guld                           | Guld       | Silver                    | Silver | Brons                      | Brons |
| 100 meter häck | Annelie Ehrhardt · Östtyskland | 12,59 (VR) | Valeria Bufanu · Rumänien | 12,84  | Karin Balzer · Östtyskland | 12,90 |

## Resultat
- Q innebär avancemang utifrån placering i heatet.
- q innebär avancemang utifrån total placering.
- DNS innebär att personen inte startade.
- DNF innebär att personen inte fullföljde.
- DQ innebär diskvalificering.
- NR innebär nationellt rekord.
- OR innebär olympiskt rekord.
- WR innebär världsrekord.
- WJR innebär världsrekord för juniorer
- AR innebär världsdelsrekord (area record)
- PB innebär personligt rekord.
- SB innebär säsongsbästa.

### Heat

#### Heat ett
| Placering | Namn               | Nationalitet   | Bana | Tid   |    |
| --------- | ------------------ | -------------- | ---- | ----- | -- |
| 1         | Annelie Ehrhardt   | Östtyskland    | 3    | 12,70 | OR |
| 2         | Pam Kilborn        | Australien     | 1    | 12.93 |    |
| 3         | Teresa Nowak       | Polen          | 5    | 13.16 |    |
| 4         | Esther Shakhamorov | Israel         | 2    | 13.17 |    |
| 5         | Judy Vernon        | Storbritannien | 6    | 13.37 |    |
| 6         | Lucila Salao       | Filippinerna   | 7    | 15.15 |    |
| -         | Edith Noding       | Peru           | 4    | DNS   |    |

#### Heat två
| Placering | Namn               | Nationalitet | Bana | Tid   |
| --------- | ------------------ | ------------ | ---- | ----- |
| 1         | Valeria Bufanu     | Rumänien     | 2    | 12,94 |
| 2         | Danuta Straszyńska | Polen        | 1    | 13.03 |
| 3         | Margit Bach        | Västtyskland | 5    | 13.46 |
| 4         | Lacey O’Neal       | USA          | 3    | 13.78 |
| 5         | Brenda Matthews    | Nya Zeeland  | 4    | 13.81 |
| 6         | Penny Gillies      | Australien   | 6    | 13.82 |

#### Heat tre
| Placering | Namn               | Nationalitet   | Bana | Tid   |
| --------- | ------------------ | -------------- | ---- | ----- |
| 1         | Grażyna Rabsztyn   | Polen          | 1    | 13,29 |
| 2         | Annerose Krumpholz | Östtyskland    | 3    | 13.31 |
| 3         | Mamie Rallins      | USA            | 4    | 13.51 |
| 4         | Meta Antenen       | Schweiz        | 2    | 13.61 |
| 5         | Maureen Caird      | Australien     | 6    | 13.63 |
| 6         | Margaret Murphy    | Irland         | 5    | 15.89 |
| -         | Mary Peters        | Storbritannien | 7    | DNS   |

#### Heat fyra
| Placering | Namn             | Nationalitet   | Bana | Tid   |
| --------- | ---------------- | -------------- | ---- | ----- |
| 1         | Karin Balzer     | Östtyskland    | 7    | 13,10 |
| 2         | Patty Johnson    | USA            | 3    | 13.28 |
| 3         | Jacqueline André | Frankrike      | 2    | 13.33 |
| 4         | Heidi Schüller   | Västtyskland   | 6    | 13.50 |
| 5         | Ann Wilson       | Storbritannien | 1    | 13.53 |
| 6         | Gunhild Olsson   | Sverige        | 5    | 14.37 |
| 7         | Emilie Edet      | Nigeria        | 4    | 14.67 |

### Semifinaler

#### Heat ett
| Placering | Namn           | Nationalitet | Bana | Tid   |
| --------- | -------------- | ------------ | ---- | ----- |
| 1         | Valeria Bufanu | Rumänien     | 1    | 12,84 |
| 2         | Pam Kilborn    | Australien   | 8    | 12.95 |
| 3         | Karin Balzer   | Östtyskland  | 6    | 12.97 |
| 4         | Teresa Nowak   | Polen        | 4    | 13.10 |
| 5         | Patty Johnson  | USA          | 5    | 13.26 |
| 6         | Margit Bach    | Västtyskland | 3    | 13.31 |
| 7         | Mamie Rallins  | USA          | 2    | 13.76 |
| -         | Meta Antenen   | Schweiz      | 7    | DNF   |

#### Heat två
| Placering | Namn               | Nationalitet | Bana | Tid   |
| --------- | ------------------ | ------------ | ---- | ----- |
| 1         | Annelie Ehrhardt   | Östtyskland  | 2    | 12,73 |
| 2         | Danuta Straszyńska | Polen        | 3    | 12.91 |
| 3         | Annerose Krumpholz | Östtyskland  | 7    | 13.24 |
| 4         | Grażyna Rabsztyn   | Polen        | 8    | 13.24 |
| 5         | Jacqueline André   | Frankrike    | 5    | 13.30 |
| 6         | Heidi Schüller     | Västtyskland | 6    | 13.33 |
| 7         | Lacey O’Neal       | USA          | 1    | 13.89 |
| -         | Esther Shakhamorov | Israel       | 4    | DNS   |

### Final
| Placering | Namn               | Nationalitet | Bana | Tid   | Noteringar |
| --------- | ------------------ | ------------ | ---- | ----- | ---------- |
| 1         | Annelie Ehrhardt   | Östtyskland  | 6    | 12,59 | WR OR      |
| 2         | Valeria Bufanu     | Rumänien     | 7    | 12,84 |            |
| 3         | Karin Balzer       | Östtyskland  | 5    | 12,90 |            |
| 4         | Pam Kilborn        | Australien   | 3    | 12,98 |            |
| 5         | Teresa Nowak       | Polen        | 1    | 13,17 |            |
| 6         | Danuta Straszyńska | Polen        | 8    | 13,18 |            |
| 7         | Annerose Krumpholz | Östtyskland  | 2    | 13,27 |            |
| 8         | Grażyna Rabsztyn   | Polen        | 4    | 13,44 |            |